# Manhattan (série télévisée)
Manhattan est une série télévisée américaine en 23 épisodes de 42 minutes créée par Sam Shaw et diffusée entre le 27 juillet 2014 et le 15 décembre 2015 sur WGN America.
En France, la série est diffusée depuis le 30 décembre 2014 sur OCS, et au Québec, depuis le 28 janvier 2015 sur ICI Explora. Néanmoins, elle reste inédite dans les autres pays francophones.

## Synopsis
L'action se déroule en 1943 en pleine Seconde Guerre mondiale, dans le désert du Nouveau-Mexique, à Los Alamos. Les autorités y ont créé une ville-laboratoire isolée pour travailler sur un projet ultra secret, le projet Manhattan qui vise à produire une arme atomique.

## Distribution

### Acteurs principaux
- Harry Lloyd : Paul Crosley[4]
- Ashley Zukerman (VF : Pierre Lognay) : Charlie Isaacs[5]
- John Benjamin Hickey (VF : Michel Hinderyckx) : Frank Winter[6]
- Rachel Brosnahan : Abby Isaacs[6]
- Daniel Stern : Glen Babbit[6]
- Katja Herbers : Helen Price[7]
- Christopher Denham : Jim Meeks[8]
- Olivia Williams (VF : Colette Sodoyez) : Liza Winter[9]
- Alexia Fast : Callie Winter[10]
- William Petersen (VF : Robert Guilmard) : Le colonel Emmett Darrow[11] (saison 2)

### Acteurs récurrents et invités
- David Harbour : Reed Akley[12]
- Michael Chernus : Louis « Fritz » Fedowitz[13]
- Carole Weyers (VF : Maia Baran)[14] : Elodie[15]
- Daniel London : J. Robert Oppenheimer[16]
- Mamie Gummer : Nora[17] (saison 2)
- Griffin Dunne (VF : Daniel Nicodème) : Woodrow Lorentzen[18] (saison 2)

Source VF

## Production
Le 3 février 2016, la série est annulée.

### Fiche technique
- Titre original : Manhattan
- Création : Sam Shaw
- Réalisation :
- Scénario :
- Directeur artistique :
- Chef décorateur :
- Costumes :
- Photographie :
- Musique :
- Casting :
- Producteur :
  - Producteur exécutif :
- Sociétés de production :
- Sociétés de distribution :
- Pays d'origine :  États-Unis
- Lieu de tournage :
- Langue originale : anglais
- Format :
- Genre : Drame
- Durée : 42 minutes

## Épisodes

### Première saison (2014)
1. On blesse toujours ceux qu'on aime (You Always Hurt the Ones You Love)
2. Cas de conscience (The Prisoner's Dilemma)
3. La Ruche (The Hive)
4. Le Dernier argument des Rois (Last Reasoning of Kings)
5. Une nouvelle approche de la cosmologie (A New Approach to Nuclear Cosmology)
6. Les Limites acceptables (Acceptable Limits)
7. Le Nouveau monde (The New World)
8. La Seconde venue (The Second Coming)
9. Espionnage (Spooky Action at a Distance)
10. La Doublure (The Understudy)
11. Tanger (Tangier)
12. Aveu de faiblesse (The Gun Model)
13. Perestroïka (Perestroïka)

### Deuxième saison (2015)
Le 14 octobre 2014, la série est renouvelée pour une deuxième saison et diffusée depuis le 13 octobre 2015.
1. Condamné à l'oubli (Damnatio Memoriae)
2. Le Choix de la Patrie (Fatherland)
3. Infidélité (The Threshold)
4. 6 juin 1944 (Overlord)
5. Le Monde de demain (The World of Tomorrow)
6. La Queue du dragon (33)
7. Expiation et manipulation (Behold The Lord High Executioner)
8. Erreur humaine (Human Error)
9. Le Mal absolu (Brooklyn)
10. Compte à rebours (Jupiter)

## Univers de la série

### Réalité historique
La plupart des personnages de la série sont fictionnels excepté Robert Oppenheimer, le responsable scientifique du projet Manhattan, qui ne fait ici que de très rares apparitions.
Les travaux de Frank Winter se rapprochent de ceux du physicien Seth Neddermeyer qui travailla sur la technique de l’implosion avec une équipe dédiée à Los Alamos,.
Les mesures de sécurité et de secret étaient effectivement drastiques : passage des résidents au détecteur de mensonge, lecture régulière
de leur courrier, interdiction aux scientifiques de parler de leur travail à leur épouse, adresse du lieu connue uniquement à travers une boite postale.

## Accueil
Aux États-Unis, la saison 1 est créditée de 78% d'opinions positives sur Metacritic tandis que Rotten Tomatoes lui attribue un score de 89% avec ce consensus critique: « Bien que lent à démarrer, Manhattan est un excellent drame grâce à une distribution talentueuse, une belle photographie et un sens aigu du détail. » L'audience moyenne par épisode de la première saison lors de la diffusion sur WGN America est de 420 000 téléspectateurs. L'audience moyenne est 240 000 téléspectateurs lors de deuxième saison.

## Réception Presse
En France, pour Télérama, la série « ausculte le secret et la paranoïa qui les entourent, met à nu les terribles dilemmes de la course à l'armement nucléaire. ». 
Pour L'Express, « La dimension historique se mêle habilement à la portée dramatique des histoires familiales de chacun des personnages. »